# 필 지구 교육청

필 지구 교육청 로고

필 지구 교육청(Peel District School Board, 영어 공립 지구 교육청 19번가)은 캐나다 온타리오주 필 지방 자치구 내 230곳 이상의 학교에서 유치원부터 12개 등급에 이르는 약 155,000명의 학생들을 관할하는 교육청이다.
이 교육청에는 15,000명의 전업 직원들이 일하고 있으며 이는 필 지구에서 가장 많은 인원을 채용하는 고용주이기도 하다.

## 역사
1969년에 10개의 지역 교육청이 필 카운티 교육청(Peel County Board of Education)으로 병합되었다. 1973년에 이 교육청의 이름은 필 교육청(Peel Board of Education)으로 변경되었다. 현재의 이름, 필 지구 교육청(Peel District School Board)은 1998년에 승인되었다.

## 같이 보기
- 미시소거
- 브램턴
- 칼레돈 (온타리오주)